# Luchthaven Buôn Ma Thuột
Luchthaven Buôn Ma Thuột (Vietnamees: Sân bay Buôn Ma Thuột) (IATA:BMV, ICAO:VVBM) is een vliegveld in Hòa Thắng, in het district Buôn Ma Thuột van de Vietnamese provincie Đắk Lắk.
Het vliegveld bestaat uit een startbaan van drie kilometer. Het kan kleinere vliegtuigen ontvangen zoals de Airbus A320. Tijdens de Vietnamoorlog was het vliegveld in gebruik als militaire basis van de United States Air Force. Een belangrijke weg naar het vliegveld is de quốc lộ 27.
Het vliegveld is in 1997 gerenoveerd. De lengte van de startbaan is toen ook verlengd van 1800 meter naar 3000 meter.